# Copa Amèrica d'hoquei sobre patins masculina 2010
La tercera edició de l'Open Internacional Copa Amèrica, en categoria masculina, es disputà entre el 21 i el 27 de juny de 2010 al Pavelló Castell d'en Planes de la ciutat catalana de Vic, situada a la comarca d'Osona. Comptà amb la participació de les seleccions d'hoquei patins d'Argentina, Brasil, Alemanya, Estats Units, Sud-àfrica, Catalunya, Xile, Costa Rica, Equador i Uruguai. Fou la primera ocasió en la qual es disputaren la categoria masculina i femenina en una mateixa edició.
Els únics mitjans que van emetre en directe tots els partits de la selecció catalana masculina van ésser el canal El 9 TV i l'emissora El 9 FM. En canvi, Televisió de Catalunya només va emetre la semifinal i la final masculines que va disputar Catalunya.

## Participants
| Grup A | Grup A       |
| ------ | ------------ |
|        | Alemanya     |
|        | Argentina    |
|        | Brasil       |
|        | Estats Units |
|        | Sud-àfrica   |

| Grup B | Grup B     |
| ------ | ---------- |
|        | Catalunya  |
|        | Costa Rica |
|        | Equador    |
|        | Uruguai    |
|        | Xile       |

### Catalunya
| Dorsal | Nom              | Posició       | Equip        |
| ------ | ---------------- | ------------- | ------------ |
| 1      | Sergi Fernández  | porter        | CP Vic       |
| 6      | Romà Bancells    | defensa       | CP Vic       |
| 9      | Jordi Bargalló   | davanter      | HC Liceo     |
| 3      | Marc Gual        | mig           | HC Liceo     |
| 4      | Mia Ordeig       | defensa       | FC Barcelona |
| 2      | Sergi Panadero   | davanter      | FC Barcelona |
| 5      | "Titi" Roca      | davanter      | CP Vic       |
| 7      | Roger Rocasalbas | defensa       | CP Vilanova  |
| 8      | Marc Torra       | davanter      | CP Vic       |
| 10     | Jaume Llaverola  | porter        | HC Liceo     |
|        | Jordi Camps      | seleccionador |              |

## Fase Regular
Els horaris corresponen a l'hora d'estiu dels Països Catalans (zona horària: UTC+2).

### Llegenda
A les taules següents:
| Pts = Punts totals PJ = Partits jugats PG = Partits guanyats PE = Partits empatats PP = Partits perduts GF = Gols a favor |  | GC = Gols en contra DG = Diferència de gols (GF-GC) Ressaltat en verd = Equip classificat per la segona fase. Ressaltat en vermell = Equip eliminat per la segona fase. (p) = Gol de penalti (fd) = Gol de falta directa |  |  |

### Grup A
| Equip        | Pts | PJ | PG | PE | PP | GF | GC | DG  |
| ------------ | --- | -- | -- | -- | -- | -- | -- | --- |
| Argentina    | 12  | 4  | 4  | 0  | 0  | 35 | 9  | +26 |
| Brasil       | 9   | 4  | 3  | 0  | 1  | 29 | 15 | +14 |
| Alemanya     | 6   | 4  | 2  | 0  | 2  | 18 | 15 | +3  |
| Sud-àfrica   | 3   | 4  | 1  | 0  | 3  | 5  | 32 | -27 |
| Estats Units | 0   | 4  | 0  | 0  | 4  | 10 | 26 | -16 |

### Resultats
| 21 de juny de 2010 (16:30) |     |          |                             |
| Brasil                     | 5-3 | Alemanya | Pavelló Castell d'en Planes |
|                            |     |          | Pavelló Castell d'en Planes |

| 21 de juny de 2010 (19:30) |      |              |                             |
| Argentina                  | 11-1 | Estats Units | Pavelló Castell d'en Planes |
|                            |      |              | Pavelló Castell d'en Planes |

| 22 de juny de 2010 (14:00) |     |              |                             |
| Brasil                     | 7-3 | Estats Units | Pavelló Castell d'en Planes |
|                            |     |              | Pavelló Castell d'en Planes |

| 22 de juny de 2010 (18:30) |      |            |                             |
| Argentina                  | 11-0 | Sud-àfrica | Pavelló Castell d'en Planes |
|                            |      |            | Pavelló Castell d'en Planes |

| 23 de juny de 2010 (14:00) |     |          |                             |
| Estats Units               | 4-5 | Alemanya | Pavelló Castell d'en Planes |
|                            |     |          | Pavelló Castell d'en Planes |

| 23 de juny de 2010 (18:30) |      |        |                             |
| Sud-àfrica                 | 1-10 | Brasil | Pavelló Castell d'en Planes |
|                            |      |        | Pavelló Castell d'en Planes |

| 24 de juny de 2010 (17:00) |     |            |                             |
| Estats Units               | 2-3 | Sud-àfrica | Pavelló Castell d'en Planes |
|                            |     |            | Pavelló Castell d'en Planes |

| 24 de juny de 2010 (20:00) |     |          |                             |
| Argentina                  | 5-1 | Alemanya | Pavelló Castell d'en Planes |
|                            |     |          | Pavelló Castell d'en Planes |

| 25 de juny de 2010 (14:00) |     |            |                             |
| Alemanya                   | 9-1 | Sud-àfrica | Pavelló Castell d'en Planes |
|                            |     |            | Pavelló Castell d'en Planes |

| 25 de juny de 2010 (21:30) |     |        |                             |
| Argentina                  | 8-7 | Brasil | Pavelló Castell d'en Planes |
|                            |     |        | Pavelló Castell d'en Planes |

### Grup B
| Equip      | Pts | PJ | PG | PE | PP | GF | GC | DG  |
| ---------- | --- | -- | -- | -- | -- | -- | -- | --- |
| Catalunya  | 12  | 4  | 4  | 0  | 0  | 27 | 4  | +23 |
| Xile       | 9   | 4  | 3  | 0  | 1  | 31 | 7  | +14 |
| Uruguai    | 6   | 4  | 2  | 0  | 2  | 22 | 22 | 0   |
| Equador    | 3   | 4  | 1  | 0  | 3  | 12 | 24 | -12 |
| Costa Rica | 0   | 4  | 0  | 0  | 4  | 3  | 38 | -35 |

### Resultats
| 21 de juny de 2010 (18:00) |     |         |                             |
| Xile                       | 8-0 | Equador | Pavelló Castell d'en Planes |
|                            |     |         | Pavelló Castell d'en Planes |

| 21 de juny de 2010 (22:00) |     |         |                             |
| Catalunya                  | 9-1 | Uruguai | Pavelló Castell d'en Planes |
|                            |     |         | Pavelló Castell d'en Planes |

| 22 de juny de 2010 (11:00) |      |         |                             |
| Costa Rica                 | 0-12 | Uruguai | Pavelló Castell d'en Planes |
|                            |      |         | Pavelló Castell d'en Planes |

| 22 de juny de 2010 (21:30) |     |      |                             |
| Catalunya                  | 4-1 | Xile | Pavelló Castell d'en Planes |
|                            |     |      | Pavelló Castell d'en Planes |

| 23 de juny de 2010 (11:00) |     |         |                             |
| Uruguai                    | 7-1 | Equador | Pavelló Castell d'en Planes |
|                            |     |         | Pavelló Castell d'en Planes |

| 23 de juny de 2010 (21:30) |     |            |                             |
| Catalunya                  | 6-1 | Costa Rica | Pavelló Castell d'en Planes |
|                            |     |            | Pavelló Castell d'en Planes |

| 24 de juny de 2010 (18:30) |      |            |                             |
| Xile                       | 10-1 | Costa Rica | Pavelló Castell d'en Planes |
|                            |      |            | Pavelló Castell d'en Planes |

| 24 de juny de 2010 (21:30) |     |         |                             |
| Catalunya                  | 8-1 | Equador | Pavelló Castell d'en Planes |
|                            |     |         | Pavelló Castell d'en Planes |

| 25 de juny de 2010 (11:00) |      |            |                             |
| Equador                    | 10-1 | Costa Rica | Pavelló Castell d'en Planes |
|                            |      |            | Pavelló Castell d'en Planes |

| 25 de juny de 2010 (18:30) |      |      |                             |
| Uruguai                    | 2-12 | Xile | Pavelló Castell d'en Planes |
|                            |      |      | Pavelló Castell d'en Planes |

## Fase Final
|  | Semifinals                                   | Semifinals                                   |   |                                              | Final                                        | Final |
|  |                                              |                                              |   |                                              |                                              |       |
|  | 26 de juny - Vic Pavelló Castell d'en Planes |                                              |   |                                              |                                              |       |
|  | Catalunya                                    | 9                                            |   |                                              |                                              |       |
|  | Brasil                                       | 1                                            |   |                                              |                                              |       |
|  |                                              |                                              |   |                                              |                                              |       |
|  |                                              |                                              |   |                                              | 27 de juny - Vic Pavelló Castell d'en Planes |       |
|  |                                              |                                              |   |                                              | Catalunya                                    | 3     |
|  |                                              | Argentina                                    | 0 |                                              |                                              |       |
|  |                                              |                                              |   |                                              |                                              |       |
|  |                                              |                                              |   |                                              |                                              |       |
|  |                                              |                                              |   |                                              | Tercer lloc                                  |       |
|  | 26 de juny - Vic Pavelló Castell d'en Planes | 26 de juny - Vic Pavelló Castell d'en Planes |   | 27 de juny - Vic Pavelló Castell d'en Planes | 27 de juny - Vic Pavelló Castell d'en Planes |       |
|  | Argentina                                    | 6                                            |   | Brasil                                       | 11                                           |       |
|  | Xile                                         | 2                                            |   |                                              | Xile                                         | 3     |

### Novè i desè lloc
| 26 de juny de 2010 |      |            |                             |
| Estats Units       | 10-1 | Costa Rica | Pavelló Castell d'en Planes |
|                    |      |            | Pavelló Castell d'en Planes |

### Setè i vuitè lloc
| 26 de juny de 2010 |      |         |                             |
| Sud-àfrica         | 10-2 | Equador | Pavelló Castell d'en Planes |
|                    |      |         | Pavelló Castell d'en Planes |

### Cinquè i sisè lloc
| 26 de juny de 2010 |      |         |                             |
| Alemanya           | 11-5 | Uruguai | Pavelló Castell d'en Planes |
|                    |      |         | Pavelló Castell d'en Planes |

### Semifinals
| 26 de juny de 2010 |     |        |                             |
| Catalunya          | 9-1 | Brasil | Pavelló Castell d'en Planes |
|                    |     |        | Pavelló Castell d'en Planes |

| 26 de juny de 2010 |     |      |                             |
| Argentina          | 6-2 | Xile | Pavelló Castell d'en Planes |
|                    |     |      | Pavelló Castell d'en Planes |

### Tercer i quart lloc
| 27 de juny de 2010 |      |      |                             |
| Brasil             | 11-3 | Xile | Pavelló Castell d'en Planes |
|                    |      |      | Pavelló Castell d'en Planes |

### Final
| 27 de juny de 2010 |     |           |                             |
| Catalunya          | 3-0 | Argentina | Pavelló Castell d'en Planes |
|                    |     |           | Pavelló Castell d'en Planes |

| Catalunya                       |
| Campió CATALUNYA (Primer títol) |

## Classificació final
| Equip | Equip        | Pts | PJ | PG | PE | PP | GF | GC | DG  | Rend  |
| ----- | ------------ | --- | -- | -- | -- | -- | -- | -- | --- | ----- |
| 1r    | Catalunya    | 18  | 6  | 6  | 0  | 0  | 39 | 5  | +34 | 100%  |
| 2n    | Argentina    | 15  | 6  | 5  | 0  | 1  | 41 | 14 | +27 | 83,3% |
| 3r    | Brasil       | 12  | 6  | 4  | 0  | 2  | 41 | 27 | +14 | 66,6% |
| 4t    | Xile         | 9   | 6  | 3  | 0  | 3  | 36 | 24 | +12 | 50%   |
| 5è    | Alemanya     | 9   | 5  | 3  | 0  | 2  | 29 | 20 | +9  | 60%   |
| 6è    | Uruguai      | 6   | 5  | 2  | 0  | 3  | 27 | 33 | -6  | 40%   |
| 7è    | Sud-àfrica   | 6   | 5  | 2  | 0  | 3  | 15 | 34 | -19 | 40%   |
| 8è    | Equador      | 3   | 5  | 1  | 0  | 4  | 14 | 34 | -20 | 20%   |
| 9è    | Estats Units | 3   | 5  | 1  | 0  | 4  | 20 | 27 | -7  | 20%   |
| 10è   | Costa Rica   | 0   | 5  | 0  | 0  | 5  | 4  | 48 | -44 | 0%    |

## Màxims golejadors
| Jugador                 | Selecció  | Gols |
| ----------------------- | --------- | ---- |
| Juradyr da Silva "Didí" | Brasil    | 16   |
| Marco Bernadowitz       | Alemanya  | 9    |
| Claudio Maeso           | Uruguai   | 9    |
| Carlos Nicolía          | Argentina | 9    |
| Alan Karam              | Brasil    | 8    |
| Bastián Osorio          | Xile      | 8    |
| Nicolás Fernández       | Xile      | 7    |
| Daniel Kutscha          | Alemanya  | 7    |
| Alexis Mazursky         | Uruguai   | 7    |
| Lucas Ordóñez           | Argentina | 7    |
| Juan José Soria         | Argentina | 7    |